# Der Angriff der leichten Brigade
Der Angriff der leichten Brigade (Originaltitel: The Charge of the Light Brigade) ist ein Abenteuerfilm über die Attacke der Leichten Brigade im Krimkrieg. Dabei werden die historischen Figuren und Ereignisse in eine genretypische Spielfilmhandlung eingebunden.
Der Film wurde nominiert für sechs Britische Filmpreise. Im Film wird der historische Hintergrund durch Animationssequenzen erklärt.

## Historischer Hintergrund und Handlung
Im ersten Teil des Films wird der Alltag im britischen 11. Husarenregiment gezeigt, welches in dieser Zeit despotisch von Lord Cardigan geführt wird. Der junge Offizier Louis Edward Nolan, der gerade vom Dienst in Indien zurückgekommen ist, gerät schnell in Konflikt mit Cardigan. Cardigan lehnt Offiziere, die in Indien gedient haben, generell als minderwertig ab, und speziell Nolan ist ihm ein Dorn im Auge. Cardigan nutzt kleinste Anlässe, um Nolan zu schikanieren und letztendlich in Haft zu setzen. Nolan verliebt sich zwischenzeitlich in Clarissa, die Frau seines Kameraden.
Nach dem Ausbruch des Krimkrieges wird Cardigan zum Kommandeur der Leichten Brigade, die zur Kavalleriedivision seines ihm verhassten Schwagers Lord Lucan gehört. Nolan, Cardigan und Lucan werden auf die Krim verlegt. Ständig kommt es zu Spannungen zwischen den Protagonisten, außerdem wird die schlechte Organisation des Feldzugs, seine Grausamkeit und die Unfähigkeit der Offiziere gezeigt. Dabei werden immer wieder die Erlebnisse von Frances Isabella Duberly eingestreut, die ihren Mann auf die Krim begleitet hat und in ihren Berichten später ein umfassendes Bild des Feldzuges gab.
Schließlich kommt es zur Schlacht bei Balaklawa, dem historischen Hintergrund des Angriffs der leichten Brigade. Im Verlaufe der Schlacht diktierte der britische Oberbefehlshaber Lord Raglan General Airey den Befehl, die Kavallerie einzusetzen, um die am Morgen durch die russische Armee erbeuteten Kanonen zurückzuerobern. Nolan überbringt diesen Befehl an Cardigan und Lucan. Da er beide verachtet, gibt er den Befehl in sehr knapper Form weiter. Für Lucan ist daher nicht zu erkennen, um welche Kanonen es sich handelt. Von seiner Position im Talgrund kann Lucan keine anderen Kanonen entdecken als die Stellung der Russen am Ende des nördlichen Tals. Die am Morgen durch die Russen eroberten Geschützstellungen befinden sich dagegen auf den Hügeln, die das Tal nach Süden schließen. Sie sind ebenfalls auf den Weg, den die Leichte Brigade nehmen soll, gerichtet. Nolan vergrößert die Verwirrung mit den Worten Da sind Ihre Kanonen, da ist der Feind! und weist in Richtung der russischen Stellungen. Lord Lucan, Nolan in herzlicher Antipathie verbunden, glaubt, ob dieser Provokation keine andere Wahl zu haben, als dem Befehlshaber der Leichten Brigade den Angriff durch das Tal, in Richtung der russischen Kanonen, zu befehlen. Cardigans Hinweis, dass ein Frontalangriff bei gleichzeitigem Beschuss von beiden Flanken (auch auf den Hügeln nördlich des Tals stehen russische Soldaten) zu hohen Verlusten führen werde, weist er mit dem Hinweis auf den Befehl Raglans zurück. Eine der ersten Kugeln tötet Captain Nolan, der seinen Fehler eingesehen hat und Cardigan zurückzuhalten versucht. Der Angriff wird zur Katastrophe, und die Leichte Brigade wird erheblich dezimiert. Am Ende des Films streiten Raglan, Lucan, Cardigan und Airey, inmitten der Sterbenden und Verwundeten, darüber, wer verantwortlich ist.

## Kritiken
„Die optisch und rhythmisch brillante Inszenierung zeichnet mit bitterer Ironie ein kritisches Zeitbild, entlarvt eine veraltete Heeresorganisation und prangert das Versagen ihrer Führer an.“

„Wegen des realistisch gezeigten Schlachtengreuels nichts für empfindsame Besucher, dafür aber ein interessanter Beitrag zur Aufhellung und Richtigstellung in der Betrachtung einer ‚heroischen Zeit‘. Sehenswert ab 16.“

## Auszeichnungen
Der Film erhielt 1969 sieben Nominierungen für den Britischen Filmpreis. Trevor Howard in der Kategorie Bester Schauspieler, daneben gab es Nominierungen für die beste Musik, das beste Szenenbild, die beste Kameraführung, die besten Kostüme, den besten Schnitt und den besten Ton.
Die Deutsche Film- und Medienbewertung FBW in Wiesbaden verlieh dem Film das Prädikat wertvoll.